# Horváth Zsigmond (ciszterci szerzetes)
Horváth Zsigmond (Győr, 1822. július 2. – Eger, 1886. február 19.) ciszterci rendi áldozópap és tanár, alperjel, természettudós.

## Élete
1840. szeptember 17-én lépett a rendbe és 1845. augusztus 17-én pappá szentelték. Gimnáziumi tanár volt 1845-46-ban Székesfehérvárt, 1846-48-ban Egerben; 1848-1850-ben lelkész Bakonynánán; 1850-54-ben gimnáziumi tanár Pécsett, 1854-55-ben Székesfehérvárt, 1855-84-ben Egerben, egyúttal 1873-tól ugyanott alperjel. 1884-ben nyugalomba vonult.
Programmértekezései az egri katolikus nagygimnázium Értesítőjében (1857. A természettan történetének rövid vázlata, 1860. A fényképészetről, 1861. Értekezés a háromszögtan körében, 1872 Természettani értekezések, 1873. Tanulmányok a meteorologia körében, 1875. Az állati meleg, 1876. A légtünettan fejlődése és vívmányai, 1877-79. Az egri főgymnasiumnál elhelyezett országos meteorologiai fiókintézetnek 1876-78. észleletei, 1878. A levegő fontossága egészség tekintetéből, 1879. A természetben működő erők egységéről, 1880. A bor vegytanilag kezelve); czikkei az Egri Értesítőben (1861. Eszmetöredék a természettan hasznáról, A lőgyapot, Az ezüstölésről, Az aluminiumról, A léghajózás történetének rövid vázlata, A fényképészetről, A szines tüzekről, A föld alakjáról, Newton Izsák és Kepler János életrajza); az Orvosok és természetvizsgálók Munkálataiban (XIII. 1869. A lebkőhullás történetének rövid vázlata, különös tekintettel a hazánkban, valamint az 1868. jan. 30. hullottra); a Természetben (1875. A párolgás befolyása a szerves testek nedveinek mozgására, Az éghajlat befolyása az emberi természetre, A természettudományok haszna és azok ismerete által a közéletben előforduló némely balhiedelmek megczáfolása), az Egerben (1875. A hullaégetés ellen, 1876. A mireny.)

## Munkái
- Elemi számtan a tanuló ifjuság számára. Pécs, 1851. Két rész.
- Liebig és Platen. Carriere után közzé teszi. Eger. 1875. (Különnyomat az Egerből.)